# Banyador

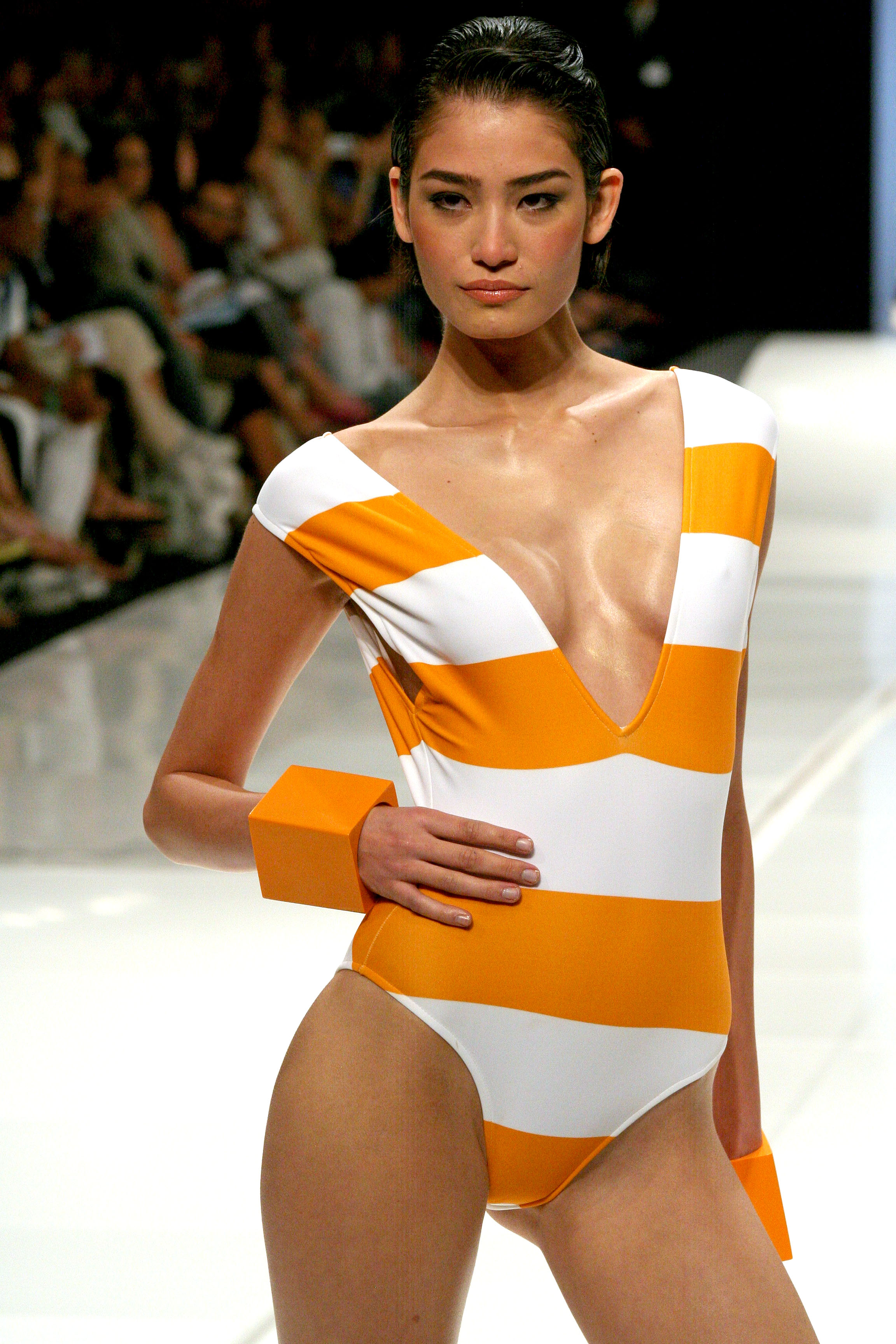
Model en banyador

El  banyador  o  vestit de bany  és una peça de roba utilitzada per a banyar-se en llocs públics com platges, rius i piscines o bé esportives (natació, natació sincronitzada, salvament i socorrisme, waterpolo, salt de trampolí). El vestit de bany va aparèixer a finals del segle xix. Era un tipus de vestit semblant a la roba interior i era gairebé com banyar-se vestit. D'ençà de la dècada de 1920, i sobretot de la de 1930, constitueix un dels articles de moda més destacats, i suposa un volum de negoci força important.

## Tipologia
En els homes el banyador consisteix en una espècie de pantaló curt, o bé és de tipus "slip" (sense camals).
En el cas de les dones consisteix en una peça que cobreix des del pit a l'engonal, escotada, generalment amb tirants, i sol deixar la major part de l'esquena a l'aire. Una variació del banyador tradicional és el biquini, que consta de dues peces separades i permet l'exposició al sol de major superfície corporal. Tot i això, avui dia hi ha banyadors que deixen passar la llum ultraviolada del sol, per a produir un bru integral.
Aquells biquinis en què la part posterior és molt petita, i que deixen les natges al descobert, se solen denominar tanga; n'hi ha versions encara més reduïdes, com els microbiquinis i els anomenats "fil dental" (colaless).
Un altre tipus de vestit de bany és l'anomenat triquini, una mena de banyador d'una peça, sostingut amb dos tirants molt llargs, que poden eixamplar-se per a cobrir els pits, o bé els deixen a l'aire. Encara que es promociona als mitjans de comunicació com a peça de moda (generalment en la versió que cobreix els pits), no és gaire habitual. A més, produeix una morenor molt desigual, que és poc estètic quan es porta un triquini amb disseny diferent, o un biquini.
Al Brasil molts homes utilitzen la sunga, banyador tipus slip, de colors cridaners.

## Ús
En platges i piscines, avui dia entre les dones són opcionals el banyador d'una peça i el biquini, tot i que aquest hi predomina. També és prou habitual l'anomenat topless ('sense la part de dalt'), és a dir, usar només la calça del biquini, sense la part superior (d'això se'n diu, a voltes, monoquini).
En competició sempre es fa servir un banyador sense escot en el cas de les dones, i de tipus slip en els homes, perquè aquests models ofereixen menor resistència a l'aigua. Amb l'objectiu d'oferir una resistència encara menor, als anys 2000 es va desenvolupar un banyador de teixit especial que cobreix també les cames.
En natació de competició, de vegades es veuen vestits de bany que cobreixen les cames i els braços. En teoria són més hidrodinàmics que un slip o banyador, però no tots els nedadors professionals n'usen.

## Materials per l'alta competició
Les exigències de resistència a l'aigua i el pes que suposa quan el teixit es mulla han estat motiu d'innovació en els materials en què són realitzats. Als anys 90 es va utilitzar un nou material que imitava les característiques biològiques de la pell dels taurons. Actualment el banyador utilitzat a nivell esportiu, especialment pels entrenaments, en el cas dels homes, és igual que uns calçotets slip ajustats, i el de les dones és una peça amb tirants, amb l'esquena descoberta i acabant en forma de calceta, sense forma de pantalons curts.
A nivell competitiu es van crear uns banyadors que cobrien tot el cos, anomenats fastskin. Les característiques són molt semblants tant pel model masculí com pel femení. Cobria tot el cos des de les espatlles fins als turmells. Aquests models també tenen la seva variant en pantaló curs, només fins als genolls i, en el cas dels homes, només pantaló (curt o llarg), sense la part superior.
El seu elevat preu fa que només s'hagin utilitzat en alta competició.

## Vestit de bany i higiene
En els vestits de bany mullats poden créixer molt ràpidament els gèrmens, els bacteris i la floridura. Els metges adverteixen que usar un vestit de bany humit durant llargs períodes pot causar una sèrie d'infeccions i d'erupcions cutànies en infants i adults. Suggereixen que el canvi del vestit de bany mullat pot ajudar a prevenir infeccions vaginals i picor a les dones i la tinya crural en els homes.

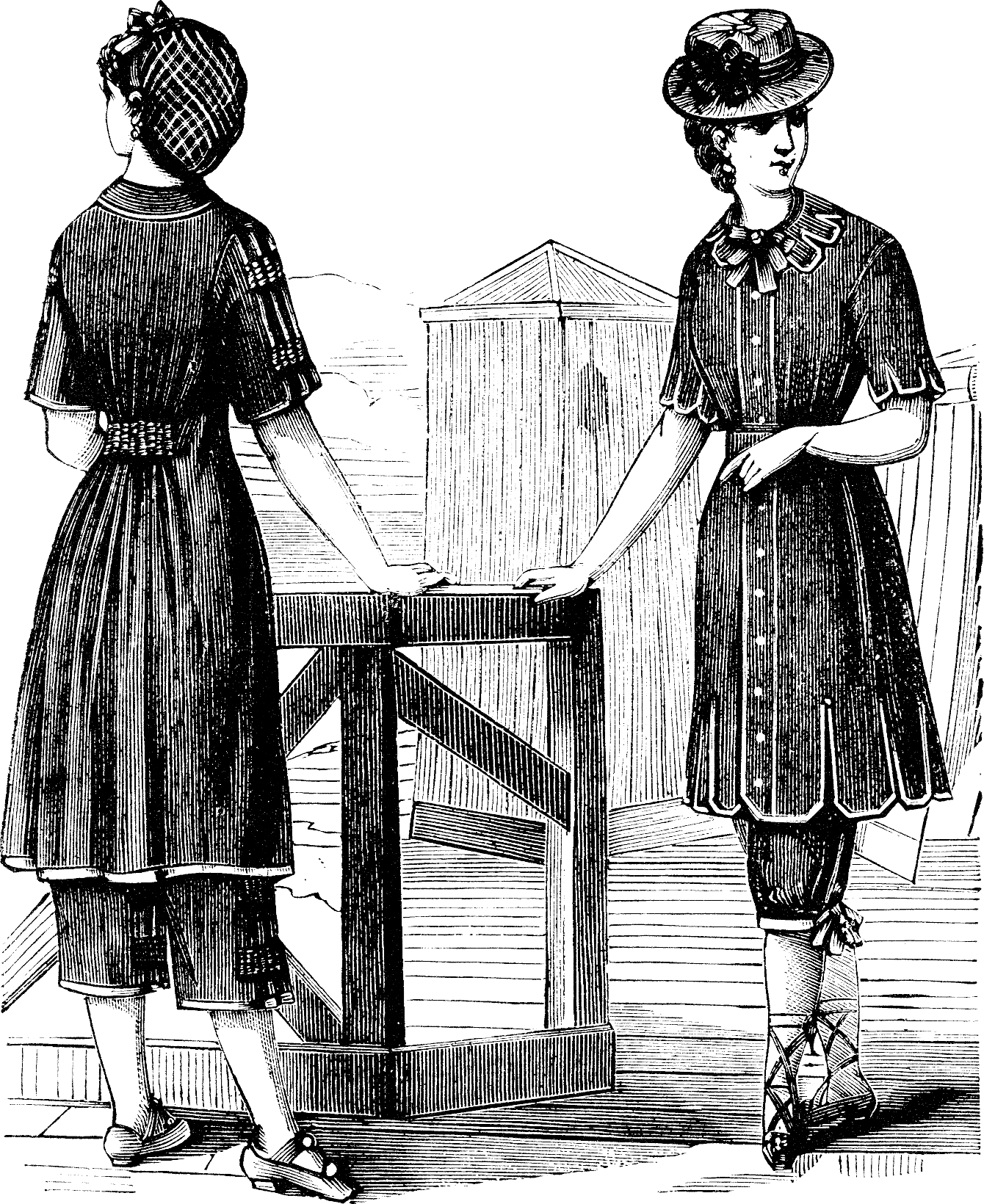
Vestits de bany femenins de 1883

## Cronologia del vestit de bany
- finals del segle XVIII:  neix oficialment el costum de banyar-se; el rei Jordi III d'Anglaterra fou qui més impulsà el "bany de mar" com a acte social.
- 1822:  primer bany oficial d'una dona: el realitzat per la francesa duquessa de Berry, nora de Carles X, que es va submergir totalment vestida a la platja de Dieppe (França).
- vers 1850:  primers vestits expressament pensats per al bany: per a home, de llana i d'una peça, inspirats en la roba interior, però generalment a ratlles horitzontals; per a dona, vestit de llargada mitjana, bombatxos i mitges.
- 1915:  desapareixen els mitjons de la vestimenta de platja; els homes ja poden banyar-se en pantalons curts. Però les dones encara duen versions alleugerides dels conjunts tradicionals.
- 1920:  comença a imposar-se el mallot de bany, primer banyador modern, d'una peça de llana, amb màniga curta o tirants i rematada en forma de pantaló curt. Emperò, aquesta peça, mullada, pesava més de tres quilos.

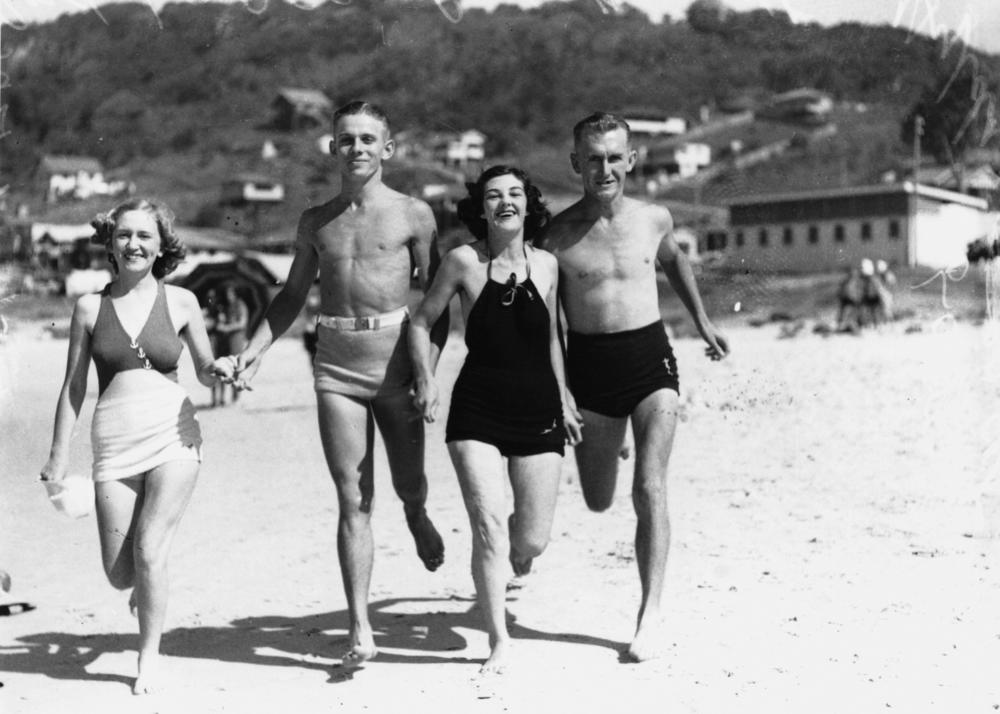
Banyadors dels anys trenta

- 1930:  amb l'aparició de fibres sintètiques com el lastex s'imposa el primer banyador realment pràctic, que inaugura la línia actual: elàstic, impermeable i bastant curt. Per als homes generalment té forma de pantaló curt, i ja es duu amb el tors nu. Per a les dones té tirants estrets i abaixables, escot marcat, espatlla nua i, generalment, sobrefaldilla. Passa a ser una peça estèticament atractiva (i sensual) i es multipliquen les coloracions, estampats, etc.
- 1946:  l'enginyer Louis Réard inventa el banyador de dues peces, més conegut com a biquini.[4] Però no arriba a ser habitual fins al cap d'una quinzena d'anys.
- 1960:  popularització definitiva del biquini i inici de la reducció de mides dels vestits de bany en general (paral·lelament al que s'esdevé en la roba interior).
- 1964:  l'estilista californià Rudi Gernreich llança el topless mitjançant el triquini, sense gaire èxit (el topless acabarà expandint-se, però traient-se la part superior del biquini, i d'ací el nom).
- dècada de 1970; s'incorpora la lycra com a nova tela. Permetia més lliscament de l'aigua i més ajustament al cos.
- 1974:  neix al Brasil el tanga, inventat pel genovès Carlo Ficcardi.
- dècada de 1980:  es normalitza el topless com a opció; el banyador d'una peça i el biquini conviuen amb naturalitat; comença a popularitzar-se el tanga.
- anys 2000  neix a Austràlia el burquini, inventat per l'australiano-libanesa Ahedo Zanetti.